# Festival musicale internazionale di Istanbul
Il Festival musicale internazionale di Istanbul (in lingua inglese; Istanbul International Music Festival) e già (Istanbul Festival), (in lingua turca; Uluslararası İstanbul Müzik Festivali) è un evento culturale che si svolge tutti gli anni, nei mesi di giugno e luglio, ad Istanbul.
Esso presenta un programma di musica classica europea, balletto, opera e musica trazizionale turca, eseguito da artisti famosi a livello mondiale. La prima edizione si tenne nel 1973 e la manifestazione è organizzata dal Istanbul Foundation of Culture and Arts. Lo sponsor principale è Eczacıbaşı Holding.

## Storia
Il festival nacque dall'idea dell'uomo d'affari turco Nejat Eczacıbaşı. La prima edizione si tenne ad Istanbul dal 15 giugno al 15 luglio 1973, in occasione del 50º anniversario della fondazione della Repubblica di Turchia. Dalla sua prima edizione, il Festival di Istanbul ha mirato ad includere nei suoi programmi i migliori esempi di creatività artistica in tutte le discipline dell'arte sia della Turchia che del resto del mondo, nonché seminari e conferenze. Inoltre si sono tenute manifestazioni dedicate ai film (1984), al jazz (1986), all'arte contemporanea (1987) e al teatro (1989). Dal 1994, il nome fu cambiato in Istanbul International Music Festival per distinguerlo dagli altri festival del genere. La manifestazione è accreditata come membro dell'European Festivals Association dal 1977.
Dall'inizio, la manifestazione ha ospitato famosi artisti e complessi artistici come l'Orchestra filarmonica della Scala (Riccardo Muti), la New York Philharmonic (Kurt Masur e Zubin Mehta), Berliner Philharmoniker e Orchestra reale del Concertgebouw (Wolfgang Sawallisch), Staatskapelle Dresden e solisti, orchestra e coro del Teatro Mariinsky (Kirov Opera), la Orpheus Chamber Orchestra (Gidon Kremer) la Scottish Chamber Orchestra (Charles Mackerras e Richard Hickox), il Tokyo String Quartet e l'Hilliard Ensemble, Aldo Ciccolini e Ivo Pogorelich, Yehudi Menuhin e Itzhak Perlman, Julian Lloyd Webber e Mischa Maisky, Narciso Yepes e Christopher Parkening, Leyla Gencer,  Montserrat Caballé e Elisabeth Schwarzkopf, il Bolshoi Ballet e l'American Ballet Theatre,  Mark Morris, Mehmet Sander, Kibbutz dance companies oltre a gruppi di musica orientale come l'Istanbul Oriental Ensemble di Burhan Öçal, Kudsi Erguner’s Tac Mahal project e Dervisci rotanti. La 31ª edizione del Festival vide esibirsi il direttore d'orchestra Lorin Maazel alla guida della Bavarian Radio Symphony Orchestra con la partecipazione del soprano Cecilia Bartoli, che ricevette un entusiastico applauso durato alcuni minuti.
Nel contesto della celebrazione del settimo centenario dalla fondazione dell'Impero ottomano, venne presentata l'opera Bajazet di Antonio Vivaldi. Il violinista di fama mondiale, direttore e musicologo Fabio Biondi ridusse questa lunga opera in una versione della durata di due ore e trenta minuti. Attirando grande attenzione, questa versione in anteprima mondiale di Bajazet venne allestita presso l'Hagia Irene Museum per il 27º Festival Internazionale di Musica.